# Ambrosius Bosschaert de Jonge

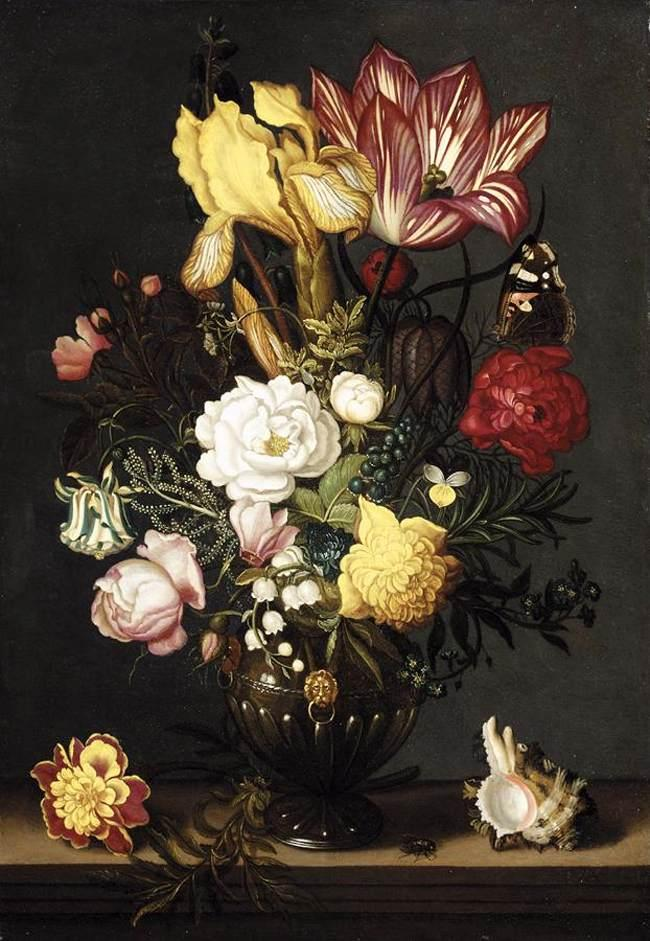
Stilleven, 1627, privécollectie

Ambrosius Bosschaert de Jonge, ook wel aangeduid als Ambrosius II (Arnemuiden, ged. 1 maart 1609 - Utrecht, begr. 19 mei 1645) was een Nederlands kunstschilder. Hij vervaardigde bloem-, vruchten- en vanitasstillevens.
Bosschaert was een zoon van Maria van der Ast en Ambrosius Bosschaert de Oude en de oudste broer van Johannes Bosschaert en Abraham Bosschaert. Hij werd opgeleid in het vak door zijn vader en zijn oom Balthasar van der Ast. Al deze schilders werkten in hetzelfde genre, zoals dat was ingezet door vader Ambrosius.
De schilder gebruikte aanvankelijk het monogram van zijn vader, waardoor het moeilijk was zijn werk te onderscheiden van dat van zijn vader en van zijn broer Abraham. Zijn vroegere werk kon pas in 1935 als het zijne worden geïdentificeerd. Na 1633 gebruikte hij een ander monogram of ondertekende met zijn volledige naam.
Hij vestigde zich rond 1628 in Utrecht, waar hij in 1634 in het huwelijk trad. Hij overleed er in mei 1645.

## literatuur
- Laurens J. Bol, The Bosschaert dynasty: Painters of flowers and fruit, F.Lewis, 1960